# Monographie des Orchidees des Iles de France et de Bourbon
Monographie des Orchidees des Iles de France et de Bourbon (abreviado Monogr. Orchid. Iles de France Bourbon) es un libro con ilustraciones y descripciones botánicas que fue escrito por el médico, micólogo, botánico, pteridólogo, y briólogo francés Achille Richard. Fue publicado en Paris en el año 1828.